# エアバス A³ ヴァーハナ
A³ヴァーハナ
パリ航空ショー2019のエアバスA³ヴァーハナアルファツー(N302VX)
- 用途：個人用電動航空機
- 製造者：エアバスA³ヴァーハナ
- 初飛行：2018年1月31日
- 生産数：2
- 退役：2019年12月[1]

エアバスヴァーハナ（英語: Airbus Vahana、サンスクリット語: Vahana（ヴァーハナ）は、文字通り「乗り物」を意味する）は、エアバスとエアバスアーバンモビリティとA³ (「A-cubed」と発音) によって開発された8プロペラeVTOLのプロトタイプ。
ヴァーハナプロジェクトは、シリコンバレーのエアバスグループの高度なプロジェクトとパートナーシップの前哨基地であるA³での最初のプロジェクトの1つとして2016年に開始された。
エアバスは「ヴァーハナが、車や電車などの短距離都市交通のコストに匹敵する代替品として、日常の通勤者によって使用されることを想定している」。アーバン・エア・モビリティの一部となるように計画されていたが、プロジェクトは2019年12月に終了した。

## 主な仕様
- パイロット：なし(セルフパイロット)、アルファ1(N301VX)/アルファ2(N302VX)
- 乗客：1名の乗客 90 kg (アルファ1)/2名の乗客 200 kg (アルファ2)
- 長さ:5.7 m (アルファ1)/5.86 m (アルファ2)
- 翼幅:6.25 m
- 高さ:2.81 m
- 空虚重量:695 kg
- 最大離陸重量:815 kg
- プロペラ:直径1.5 m
- 巡航速度:200 km/h (アルファ1)/230 km/h (アルファ2)
- 航続距離:50 km (アルファ1)/100 km (アルファ2)
- 実用上昇限度:1,524 m (アルファ1)/3,048 m (アルファ2)